# Fondation Sœur Emmanuelle
La Fondation Sœur Emmanuelle est une Fondation d’utilité publique créée le 8 mars 1993 en Belgique.

## Missions
La fondation a pour mission de promouvoir et de soutenir toute action privée en faveur de l’assistance à la mère et à l’enfant vivant dans des conditions de détresse et ce sans distinction de race, de religion, de philosophie ou de localisation géographique. La Fondation vient en aide à des personnes qui se sont engagées à tout donner pour améliorer les conditions de vie des plus démunis et des laissés pour compte. La Fondation Sœur Emmanuelle décerne également de nombreux prix à des associations de terrains dans plusieurs pays du monde.

## Actions
Sœur Emmanuelle a consacré toute sa vie à dénoncer les injustices et les intolérances dans le monde et plus particulièrement pour les plus pauvres. Aussi la fondation agit par l’attribution d’un prix nommé « Prix Sœur Emmanuelle » tous les deux ans, récompensant une action privée correspondant aux missions de la Fondation. Sœur Emmanuelle a toujours assisté à la remise du prix de sa Fondation. Les statuts de la fondation permettent de suivre des programmes, en Égypte, au Soudan, au Congo[Lequel ?], au Sri Lanka et au Népal. La fondation est soutenue par l’ASBL « les Amis de sœur Emmanuelle » en Belgique. 
Depuis la création de la Fondation c'est une somme globale de 300 000 € qui a été offerte à des hommes et des femmes qui ont la même volonté que Sœur Emmanuelle en apportant réconfort et dignité aux plus démunis.

## Prix
Le Prix de la Fondation est d'une valeur de 50 000 €. Il est destiné à pérenniser l'action de Sœur Emmanuelle en faveur des bénévoles et des associations qui travaillent en dehors de toute actualité.
- En 1995 :
  - Père Caesaert pour l’action développée au sein de l’organisation Nino Feliz en Bolivie. Le but est de mettre sur pied des programmes de formations professionnelles pour les mères célibataires (25 000 €).
  - Sœur Suzy Spaenoghe pour l’accueil des malades du sida au sein de son dispensaire créé au Mali (25 000 €).
- En 1997 :
  - L’ASBL Rwandaise « Ark-dufatanye » du Père Martin pour encadrer plusieurs enfants orphelins et pouvoir les réinsérer dans la société (15 000 €).
  - L’« École du Père Damien » fondée par Monseigneur Paride Taban du diocèse de Torit (Sud Soudan) en Ouganda pour accueillir et éduquer les enfants rescapés des massacres des Monts Nouba (60 000 €).
- En 2001 :
  - La « Maison Atsigrezk » de Vilnius (Lituanie) qui accueille depuis 1996 des enfants abandonnés ou des jeunes drogués de 5 à 19 ans (50 000 €).
- En 2004 :
  - L’association « Aprofime » (Autopromotion de la Fille-Mère) créée dans le diocèse de Goma afin de rendre autonome et de réintégrer des filles-mères victimes de viols et rejetées de leur milieu familial (25 000 €).
  - L’association « Cumvivium » qui lutte contre les grandes pandémies curables et incurables comme le sida dans sa phase de transmission entre la mère et l’enfant (25 000 €).
- En 2007 :
  - La « Bethsaida Women Development Society » (au Kerala et Tamil Nadu en Inde du Sud) dirigée par le Père Bernardine. Association active depuis une quinzaine d’années dans les régions côtières de l’Inde du Sud qui a apporté éducation, logement, nourriture et vêtements aux enfants victimes du Tsunami en 2004. Le but est de poursuivre l’œuvre au sein de deux orphelinats de Garçons et de Filles qui comptent 720 enfants. Environ 200 enfants ont été pris en charge après le Tsunami (25 000 €).
  - L’association « Amitiés Haute Egypte Belgique » (AHEB) pour son projet Fayoum 2000 en Haute Égypte qui vient en aide à plus de 2.000 personnes regroupées en 3 villages, ce qui correspond à 250 familles. Ce projet est dirigé par le Père Youssef Sabri (copte catholique). Il y a un dispensaire, une école maternelle, un centre d’alphabétisation, une école parallèle, un centre de formation technique et des activités parascolaires. Le but est d'apporter un encadrement plus soutenu en faveur des femmes et des enfants en enseignant la culture du partage et de la tolérance dans une région où l’extrémisme est encore très fort (25 000 €).
  - L’association « Comité d’Aide aux Pauvres » de l'Hôpital Provincial Général de Kinshasa coordonnée par Sœur Angèle Verstraeten (originaire de Roeselaere en Belgique). Sœur Angèle vient en aide aux plus démunis depuis 1952. Grâce aux sœurs qui travaillent dans l'hôpital et à Sœur Angèle en particulier, les malades peuvent mourir avec dignité. Le but est de mettre en place une cellule spécialement destinée à l’accueil dans l’Hôpital Général de Kinshasa, à l’accompagnement et à la réinsertion sociale des enfants et des mamans souvent séropositifs, souffrant de malnutrition, avec très peu de revenu, abandonnés et rejetés sans possibilité de réinsertion (25 000 €).